# Жар
Жар представља групу загрејаног чврстог горива које садржи угљеник (дрво, угаљ и остало). Поседује веома велику температуру и присутан је у ватри, посебно код дуготрајног сагоревања чврстог горива. Може дуго задржавати унутрашњу енергију, тј. топлоту и остаје упаљен дуже времена, иако је гориво изгорело и није видљив пламен.
У жару се и даље одвија процес сагоревања, јер је у њему присутна извесна количина угљеника, која је недовољна да би се створио пламен, али довољна да преостали угљеник изгара неко време и тиме емитује велике количине топлоте. Боја жара зависи од његове загрејаности и најчешће је црвена за тек започело сагоревање и прелази у наранџасту како сагоревање одмиче, а у ретким случајевима изузетно усијан жар добија светло жуту боју.
На жар се може поново додати гориво и тако се изгарање наставља а у супротном температура споро пада и жар се хлади, а оно што остане од њега назива се пепео.